# Emil Mörsch
Emil Mörsch est un ingénieur allemand, enseignant universitaire et chercheur dans le domaine de la construction, né à Reutlingen le 30 avril 1872, et mort à Stuttgart-Weilimdorf le 29 décembre 1950 .
Ces recherches ont durablement influencé la normalisation allemande des constructions en béton armé.

## Biographie
Entre 1890 et 1894, Emil Mörsch a étudié le génie civil à la Technische Hochschule de Stuttgart, puis a travaillé au service des routes et des ouvrages hydrauliques du Wurtemberg. En 1899, il est devenu architecte du gouvernement. Il a alors été employé au bureau d'études des ponts des Chemins de fer wurtembourgeois. En 1901 il entre comme ingénieur en chef au bureau d'études de l'entreprise Wayss & Freytag AG, à Neustadt an der Haardt.
En 1902, il rédige livre publié par Wayss & Freytag, Der Betoneisenbau, seine Anwendung und Theorie ("La structure en béton armé, application et théorie". Plusieurs éditions complétées vont suivre sous le titre Der Eisenbetonbau: Seine Theorie und Anwendung, en 1905 et 1907, la troisième est traduite en anglais en 1909. Cet ouvrage est considéré comme un ouvrage de référence sur l'analyse théorique du béton armé en langue allemande par les explications qu'il donne du fonctionnement d'une poutre en béton armé ainsi que par les nombreuses abaques permettant de dimensionner un élément de structure de béton armé. En France, son nom reste attaché au treillis de 
Mörsch permettant d'expliquer le fonctionnement des poutres en béton armé vis-à-vis de l'effort tranchant et de déterminer les armatures nécessaires.
Il a été un des principaux rédacteurs du premier règlement du béton armé en Prusse publié en 1904 par la Commission allemande du béton armé.
Deux ans plus tard, il a accepté un poste de professeur de statique et de construction des ponts et des édifices en fer à l'École polytechnique fédérale de Zurich. En 1905, il est nommé membre du conseil consultatif de l'Association allemande du béton.

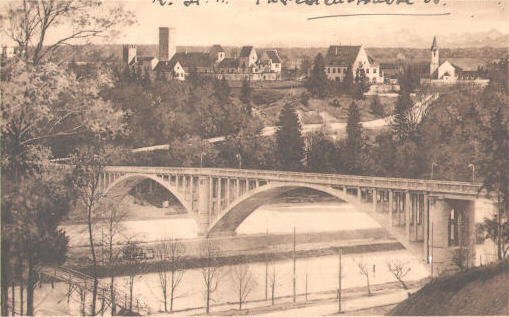
Un pont en béton armé de Mörsch : le pont sur l'Isar à Grünwald (1904).

En 1907, il est devenu un membre du Comité allemand pour le béton armé (rebaptisé Comité allemand pour le béton armé, en 1941).
En 1908, Emil Mörsch est de nouveau employé par  Wayss & Freytag, comme directeur technique et administrateur. Il publie la 4e édition de son livre sur les structures en béton armé en 1912.
Emil Mörsch accepte, en 1916, le poste de professeur de statique des structures en béton armé et des ponts en arc à la Technische Hochschule de Stuttgart.
Il a continué à faire évoluer son livre sur les structures en béton armé en publiant la 5e édition, en 1922, et la 6e édition en 1933. En même temps, Emil Mörsch est resté étroitement liée à l'entreprise Wayss & Freytag AG en tant que conseiller technique.
Il publie en 1943 le premier livre en langue allemande sur le béton précontraint sous le titre Der Spannbetonträger - Seine Herstellung, Berechnung und Anwendung.

## Publications
- Der Eisenbetonbau: Seine Theorie und Anwendung, Konrad Witter, Stuttgart, 1906 (lire en ligne)
- Concrete-steel construction, The Engineering News Publishing Company, New York, 1909 (lire en ligne)
- Le Béton armé, étude théorique et pratique, Béranger, 1909
- Der Spannbetonträger - Seine Herstellung, Berechnung und Anwendung, Konrad Witter, Stuttgart, 1943
- Statik der Gewölbe und Rahmen, volume 1, Konrad Wittwer, 1947
- Der durchlaufende Träger: Statische Berechnung des durchlaufenden Trägers mit konstantem veränderlichem Trägheitsmoment, frei aufliegend und mit elastisch eingespannten Stützen, sowie der Stockwerkrahmen und der Silozellen, Konrad Witter, Stuttgart, 1951
- Brucken aus Stahlbeton und Spannbeton: Entwurf und Konstruktion, volume 1, Konrad Witter, Stuttgart, 1958
- Cálculo del hormigón armado, 1959

## Ponts
- Ponts en arc à chaussée supérieure sur l'Isar, près de Grünwald, en 1903-1904 (deux arcs de 70 m d'ouverture).
- Pont en arc à chaussée supérieure sur la Sitter, près de Teufen, en 1908 (un arc de 79 m d'ouverture).

## Divers
Son nom a été donné à un prix décerné par la Deutscher Beton- und Bautechnik-Verein e.V. (association allemande du béton et des ouvrages) : Emil-Mörsch-Denkmünze.